# Liste der Baudenkmale in Garzau-Garzin
In der Liste der Baudenkmale in Garzau-Garzin sind alle Baudenkmale der brandenburgischen Gemeinde Garzau-Garzin und ihrer Ortsteile aufgelistet. Grundlage ist die Veröffentlichung der Landesdenkmalliste mit dem Stand vom 31. Dezember 2021.

## Legende
In den Spalten befinden sich folgende Informationen:
- ID-Nr.: Die Nummer wird vom Brandenburgischen Landesamt für Denkmalpflege vergeben. Ein Link hinter der Nummer führt zum Eintrag über das Denkmal in der Denkmaldatenbank. In dieser Spalte kann sich zusätzlich das Wort Wikidata befinden, der entsprechende Link führt zu Angaben zu diesem Denkmal bei Wikidata.
- Lage: die Adresse des Denkmales und die geographischen Koordinaten. Link zu einem Kartenansichtstool, um Koordinaten zu setzen. In der Kartenansicht sind Denkmale ohne Koordinaten mit einem roten beziehungsweise orangen Marker dargestellt und können in der Karte gesetzt werden. Denkmale ohne Bild sind mit einem blauen bzw. roten Marker gekennzeichnet, Denkmale mit Bild mit einem grünen beziehungsweise orangen Marker.
- Bezeichnung: Bezeichnung in den offiziellen Listen des Brandenburgischen Landesamtes für Denkmalpflege. Ein Link hinter der Bezeichnung führt zum Wikipedia-Artikel über das Denkmal.
- Beschreibung: die Beschreibung des Denkmales
- Bild: ein Bild des Denkmales und gegebenenfalls einen Link zu weiteren Fotos des Baudenkmals im Medienarchiv Wikimedia Commons

## Baudenkmale in den Ortsteilen

### Garzau
| ID-Nr.   | Lage                                                                                     | Bezeichnung | Beschreibung | Bild |
| -------- | ---------------------------------------------------------------------------------------- | --- | --- | --- |
| 09180447 | Alte Heerstraße 89, 91, Am Gutshof 1, 1 a, 3, 5, 12 a, 13, 13 a, Schloßweg 1, 1 a (Lage) | Gutsanlage mit Schloss, Park, und Wirtschaftshof | Nach einem Brand 1911 wurde das Gutshaus durch den Berliner Architekten Hermann Dernburg stark verändert wieder aufgebaut. Der Landschaftspark wurde im Jahre 1780 angelegt. Vorlage für die Anlage waren Beschreibungen von Georg Forster aus der Südsee. Im Park steht die Pyramide Garzau. | weitere Bilder |
| 09180448 | Alte Heerstraße 82 (Lage)                                                                | Bauernhof mit Wohnhaus, Stallgebäude und Scheune | Heute wird dieser ehemalige Bauernhof als Pension genutzt. | Bauernhof mit Wohnhaus, Stallgebäude und Scheune |
| 09180443 | Am Dorfanger 47 (Lage)                                                                   | Dorfkirche | Die evangelische Kirche stammt aus der Mitte des 13. Jahrhunderts. Der Kanzelaltar im Inneren stammt aus der Zeit Anfang des 18. Jahrhunderts. | weitere Bilder |
| 09180843 | Gladowshöher Straße 3 (Lage)                                                             | Bunkeranlage des zentralen Rechenzentrums der NVA mit Zugängen, Lastenaufzug, Tunnel und Funktionsgebäude einschließlich der technischen Ausrüstung und Versorgungsanlagen sowie zwei Trafostationen, Brunnen und Zufahrtsstraße | Die Bunkeranlage des Rechenzentrums der NVA (Nationale Volksarmee) sowie Stabsgebäude und Verbindungsgang wurden von 1972 bis 1975 erbaut. Es war ein Organisations- und Rechenzentrum der Nationalen Volksarmee.                                                                             | [[Vorlage:Bilderwunsch/code!/O:Bunker Garzau!/C:52.541966,13.932752!/D:Gladowshöher Straße 3, Bunkeranlage des zentralen Rechenzentrums der NVA mit Zugängen, Lastenaufzug, Tunnel und Funktionsgebäude einschließlich der technischen Ausrüstung und Versorgungsanlagen sowie zwei Trafostationen, Brunnen und Zufahrtsstraße!/\|BW]] |

### Garzin
| ID-Nr.   | Lage                 | Bezeichnung | Beschreibung | Bild           |
| -------- | -------------------- | ----------- | --- | -------------- |
| 09180444 | Dorfstraße 39 (Lage) | Dorfkirche  | Die evangelische Kirche stammt aus dem Ende des 13. Jahrhunderts oder dem Anfang des 14. Jahrhunderts. Im Inneren ist der Hochaltar aus der Zeit um 1490. | weitere Bilder |